# Koczała (gmina)
Pour les articles homonymes, voir Koczała.
La gmina de Koczała est une commune rurale de la voïvodie de Poméranie et du powiat de Człuchów. Elle s'étend sur 222,41 km² et comptait 3 481 habitants en 2006. Son siège est le village de Koczała qui se situe à environ 35 kilomètres au nord-ouest de Człuchów et à 115 kilomètres au sud-ouest de Gdańsk, la capitale régionale.

## Villages
La gmina de Koczała comprend les villages et localités d'Adamki, Bielsko, Bryle, Ciemino, Dymin, Działek, Dźwierzeński Młyn, Dźwierzno, Kałka, Koczała, Łękinia, Niedźwiady, Niesiłowo, Ostrówek, Pietrzykówko, Pietrzykowo, Płocicz, Podlesie, Potoki, Stara Brda, Stara Brda Pilska, Starzno, Strużka, Świerkówko, Trzyniec, Wilkowo, Zagaje, Załęże, Zapadłe et Żukowo.

## Gminy voisines
La gmina de Koczała est voisine des gminy de Biały Bór, Lipnica, Miastko, Przechlewo et Rzeczenica.